# Chiaki Yamada
Chiaki Yamada (山田 千愛 Yamada Chiaki?), född 2 augusti 1966, är en japansk tidigare fotbollsspelare.
Chiaki Yamada debuterade för japans landslag den 17 oktober 1984 i en 0–6-förlust mot Italien. Hon spelade 21 landskamper för det japanska landslaget. Hon deltog bland annat i Asiatiska mästerskapet i fotboll för damer 1989.